# (9817) Thersandre
(9817) Thersandre, désignation internationale (9817) Thersander, est un astéroïde troyen jovien.

## Description
(9817) Thersandre est un astéroïde troyen jovien, camp grec, c'est-à-dire situé au point de Lagrange L4 du système Soleil-Jupiter. Il présente une orbite caractérisée par un demi-grand axe de 5,275 UA, une excentricité de 0,040 et une inclinaison de 9,2° par rapport à l'écliptique.
Il est nommé en référence au personnage de la mythologie grecque Thersandre, acteur du conflit légendaire de la guerre de Troie.

## Compléments